# Violet Jessop
Violet Jessop   (Bahía Blanca, 2 d'octubre de 1887 - Great Ashfield, 5 de maig de 1971) va ser una hostessa, memorialista i infermera argentina, coneguda pel fet de sobreviure als desastrosos enfonsaments de l'RMS Titanic el 1912 i el seu vaixell germà l'HMHS Britannic el 1916. A més, havia estat a bord de l' RMS Olympic, el més gran dels tres vaixells germans, quan va xocar amb un vaixell de guerra britànic, l' HMS Hawke, el 1911.

## Primers anys de vida
Nascuda el 2 d'octubre de 1887, a prop de Bahía Blanca, Argentina, Violet Constance Jessop era la filla gran dels immigrants irlandesos William i Katherine Jessop. Va ser la primera de nou fills, dels quals només sis van sobreviure. Jessop va passar gran part de la seva infantesa cuidant els seus germans petits. Es va posar molt malalta quan era una nena, se suposa que era la tuberculosi, i va sobreviure malgrat les previsions dels metges que la seva malaltia seria fatal. Quan Jessop tenia 16 anys, el seu pare va morir per complicacions de la cirurgia i la seva família es va traslladar a Anglaterra, on va assistir a una escola conventual i va tenir cura de la seva germana petita mentre la seva mare estava al mar treballant com a hostessa. Quan la seva mare va emmalaltir, Jessop va deixar l'escola i, seguint els passos de la seva mare, va sol·licitar ser hostessa. Jessop va haver de vestir-se per fer-se menys atractiva per ser contractada. Als 21 anys, la seva primera posició d'hostessa era amb la Royal Mail Line a bord de l'Orinoco el 1908.

## RMSOlympic
L'any 1911, Jessop va començar a treballar com a hostessa del vaixell White Star RMS Olímpic. L'Olympic era un vaixell de luxe i era el transatlàntic civil més gran d'aquella època. Jessop hi era a bord el 20 de setembre de 1911, quan l'Olympic va sortir de Southampton i va xocar amb el vaixell de guerra britànic HMS Hawke. No hi va haver víctimes mortals i, malgrat els danys, el vaixell va poder tornar al port sense enfonsar-se. Jessop va optar per no esmentar aquesta col·lisió a les seves memòries.

## RMSTitanic
Jessop va pujar a l' RMS Titanic com a hostessa el 10 d'abril de 1912, als 24 anys. Quatre dies després, el 14 d'abril, va impactar contra un iceberg a l'Atlàntic Nord, on el Titanic es va enfonsar aproximadament dues hores i quaranta minuts després de la col·lisió. Jessop va descriure a les seves memòries com van ordenar-li pujar a coberta, perquè havia de servir d'exemple de com comportar-se per als no anglòfons que no podien seguir les instruccions que se'ls donaven. Va veure com la tripulació carregava els vaixells salvavides. Posteriorment, se li va ordenar pujar al vaixell salvavides 16, a mesura que el vaixell s'estava enfonsant, un dels oficials del Titanic li va donar un nadó per tenir-ne cura. L'endemà al matí, Jessop i la resta de supervivents van ser rescatats per j' RMS Carpathia. Segons Jessop, mentre es trobava a bord del Carpathia, una dona, presumiblement la mare del bebè, va agafar-lo i va fugir corrent sense dir ni una paraula mentre plorava.

## HMHSBritannic
Durant la Primera Guerra Mundial, Jessop va ser hostessa de la Creu Roja Britànica. El matí del 21 de novembre de 1916, es trobava a bord del HMHS Britannic, un White Star Liner que s’havia convertit en un vaixell hospital, quan es va enfonsar al mar Egeu a causa d'una explosió inexplicable. Durant una important expedició de busseig al naufragi el 2016, es va determinar que el vaixell havia tocat una mina de profunditat. Això es va mostrar a la pel·lícula documental d'aquesta immersió, The Mystery of the Britannic.
El Britannic es va enfonsar en 55 minuts i va matar 30 de les 1.066 persones que hi havia a bord. Les autoritats britàniques van plantejar la hipòtesi que el vaixell va ser colpejat per un torpede o bé va colpejar una mina plantada per les forces alemanyes. Fins i tot han circulat teories de la conspiració que suggereixen que els britànics van ser els responsables d'enfonsar el seu propi vaixell.
Mentre el Britannic s’enfonsava, Jessop i altres passatgers van ser gairebé assassinats per les hèlixs del vaixell que xuclaven embarcacions salvavides sota la popa. Jessop va haver de saltar del seu bot salvavides, com a resultat d'això, va patir una lesió traumàtica al cap de la qual va sobreviure. En les seves memòries, va descriure l'escena que va presenciar quan passava per sota del Britannic: "L'orgull blanc del món mèdic de l'oceà […] va submergir el cap una mica, després una mica més baix i encara més baix. Tota la maquinària de la coberta va caure al mar com les joguines d'un nen. Aleshores va llançar-se amb por, amb la popa reculant centenars de peus a l'aire fins que, amb un rugit final, va desaparèixer a les profunditats". Arthur John Priest i Archie Jewell, dos supervivents més del Titanic, també eren a bord i tots dos van sobreviure.
Jessop va tornar a treballar per a la White Star Line el 1920.

## Vida posterior
Després de la guerra, Jessop va continuar treballant per a la White Star Line, abans d'unir-se a la Red Star Line i després de nou a la Royal Mail Line. Durant el seu mandat amb la creu roja, Jessop va fer dos creuers arreu del món al vaixell més gran de la companyia, Belgenland. Als seus trenta anys, Jessop va tenir un breu matrimoni i l'any 1950 es va retirar a Great Ashfield, Suffolk. Anys després de la seva jubilació, Jessop va afirmar haver rebut una trucada telefònica, en una nit de tempesta, d'una dona que li va preguntar si havia salvat un bebè la nit que es va enfonsar el Titanic. "Sí", va respondre Jessop. La veu va dir llavors: "Jo era aquell bebè", va riure i va penjar. El seu amic i biògraf John Maxtone-Graham va dir que és probable que alguns nens del poble li fesin una broma. Ella va respondre: "No, John, mai no li havia explicat aquesta història a ningú abans que t'ho expliqués ara". Els registres indiquen que l'únic bebè del vaixell salvavides 16 era Assad Thomas, que va ser entregat a Edwina Troutt i que després es va reunir amb la seva mare a Carpathia .
Jessop, sovint anomenada "Miss Unsinkable", va morir d'una insuficiència cardíaca congestiva el 1971 a l'edat de 83 anys.

## A la cultura popular
A la pel·lícula A Night To Remember del 1958, una escena representa l'arquitecte naval Thomas Andrews (Michael Goodliffe) instruint una hostessa per mostrar com posar l'armilla salvavides, com a exemple per als altres passatgers. Diverses escenes d'aquesta pel·lícula van inspirar representacions posteriors de l'enfonsament; a la superproducció Titanic de James Cameron, l'any 1997, es produeix una trobada similar amb Andrews i una hostessa de nom Lucy, a qui també se li diu que porti la seva armilla salvavides per convèncer els passatgers de fer el mateix.
A Britannic, una pel·lícula de televisió feta l'any 2000, el personatge principal és Vera Campbell, interpretada per Amanda Ryan, una dona que temia viatjar a Britannic a causa de sobreviure a l'enfonsament del Titanic quatre anys abans. Aquest fons de personatges és gairebé segur que s’extreu de la vida real de Jessop, que va sobreviure als dos enfonsaments.
El 2006, "Shadow Divers", John Chatterton i Richie Kohler van dirigir una expedició per bussejar HMHS Britannic. L'equip de busseig necessitava realitzar diverses tasques, inclosa la revisió de les juntes de dilatació. L'equip estava buscant proves que canviarien la manera de pensar sobre l'enfonsament RMS Titanic. Durant l'expedició, Rosemary E. Lunn va exercir el paper de Violet Jessop, recreant el seu salt a l'aigua, des del bot salvavides que estava sent arrossegat cap a les hèlix girant, sota el Britannic.
El personatge de Jessop també apareix a l'obra teatral Iceberg - Right Ahead! de Chris Burgess, escenificat per primera vegada al Upstairs at The Gatehouse a Highgate, març de 2012, per commemorar el centenari de l'enfonsament del Titanic. Es va declarar com "Un relat dramàtic de les darreres dotze hores de la vida d'un" vaixell insondable ". Des de la tranquil·la tarda del 14 d'abril de 1912 fins al rescat de RMS Carpathia el matí del 15 d'abril ". El paper de Jessop va ser interpretat per Amy-Joyce Hastings.
A The Deep d'Alma Katsu, una novel·la de terror històrica publicada el 2020, Jessop és un personatge secundari. El personatge principal fictici va conèixer Jessop mentre treballava al Titanic i Jessop li va oferir una feina i posteriorment va treballar amb ella al Brittanic.